# 穆尼奥特略
穆尼奥特略，是西班牙卡斯蒂利亚-莱昂阿维拉省的一个市镇。 总面积20km2, 总人口116人（2001年），人口密度6人/km2。